# Frans de Munck
Frans de Munck (Goes, 20 augustus 1922 – Arnhem, 24 december 2010) was een Nederlands voetballer en voetbaltrainer. De bijnaam van de doelman luidde De Zwarte Panter vanwege zijn zwarte haren, keeperstenue en katachtige reflexen. 
Hij speelde voor VV Goes, Sittardse Boys, 1. FC Köln, Fortuna '54,  DOS, Veendam, SC Cambuur en Vitesse. Hij kwam 31 keer uit voor het Nederlands elftal.

## Loopbaan

### Beginjaren
Zijn vader, die ook Frans heette, werd geboren in het Belgische Koekelberg. Hij was stoker bij het gasbedrijf en huwde met Johanna Maria Labeur, afkomstig uit het dorp Kattendijke in de gemeente Goes.
De Munck begon met voetbal bij VV Goes. Hij debuteerde als zestienjarige in de eerste competitiewedstrijd op 18 september 1938 in het eerste elftal van Goes.
Op zijn twintigste keepte hij al in het Zeeuws elftal. Naast voetbal deed hij in de beginperiode aan korfbal, handbal en atletiek. Hij werd in 1943 Zeeuws kampioen speerwerpen.
De doelman speelde bij Goes ook soms als aanvaller. Hij erkende dat hij liever doelpunten maakte, dan ze tegenhield.
Met Goes werd hij kampioen in de Tweede klasse in 1943 en 1944. De Zeeuwse club trof in 1944 in de promotiecompetitie drie Limburgse tegenstanders: Limburgia, Sittardse Boys en VVV. 
De Munck en verdediger Flip Paauwe maakten indruk in de duels met Sittardse Boys. De Limburgse club benaderde beiden voor een verhuizing naar Sittard en bood ze een baan aan. Bij Goes rezen twijfels over het vertrek van de twee spelers.

### Naar Sittard
De Munck kwam niet in aanmerking voor nationale jeugdselecties of het zuidelijk elftal. Hij verklaarde dit door de geïsoleerde ligging van Goes en doordat het spelniveau in Zeeland niet hoog genoeg was. Hij vroeg in juli 1944 overschrijving aan naar Sittardse Boys. Omdat in het laatste oorlogsjaar de voetbalcompetitie stillag, moest hij ruim een jaar wachten voordat hij voor zijn nieuwe club kon uitkomen. In de zomer van 1945 was hij al actief als doelman van het Mijnstreekelftal.
De uitgestelde competitie begon op de eerste zondag van november 1945. Sittardse Boys werd met overmacht kampioen in de Tweede klasse B en promoveerde naar de hoogste klasse.

### Kersttrip Barcelona
Sittardse Boys ontving eind 1947 een uitnodiging voor twee vriendschappelijke wedstrijden tegen FC Barcelona. Vlak voor kerstmis reisde het elftal per trein naar Barcelona, een reis van 36 uur. Op eerste kerstdag verloor de Sittardse ploeg met 8-4. Harie Ehlen scoorde de vier Sittardse treffers.
Drie dagen later won Barcelona opnieuw, nu met 3-0. De Munck viel in het laatste duel op en kreeg een aanbieding van Barcelona maar tot een transfer kwam het niet.

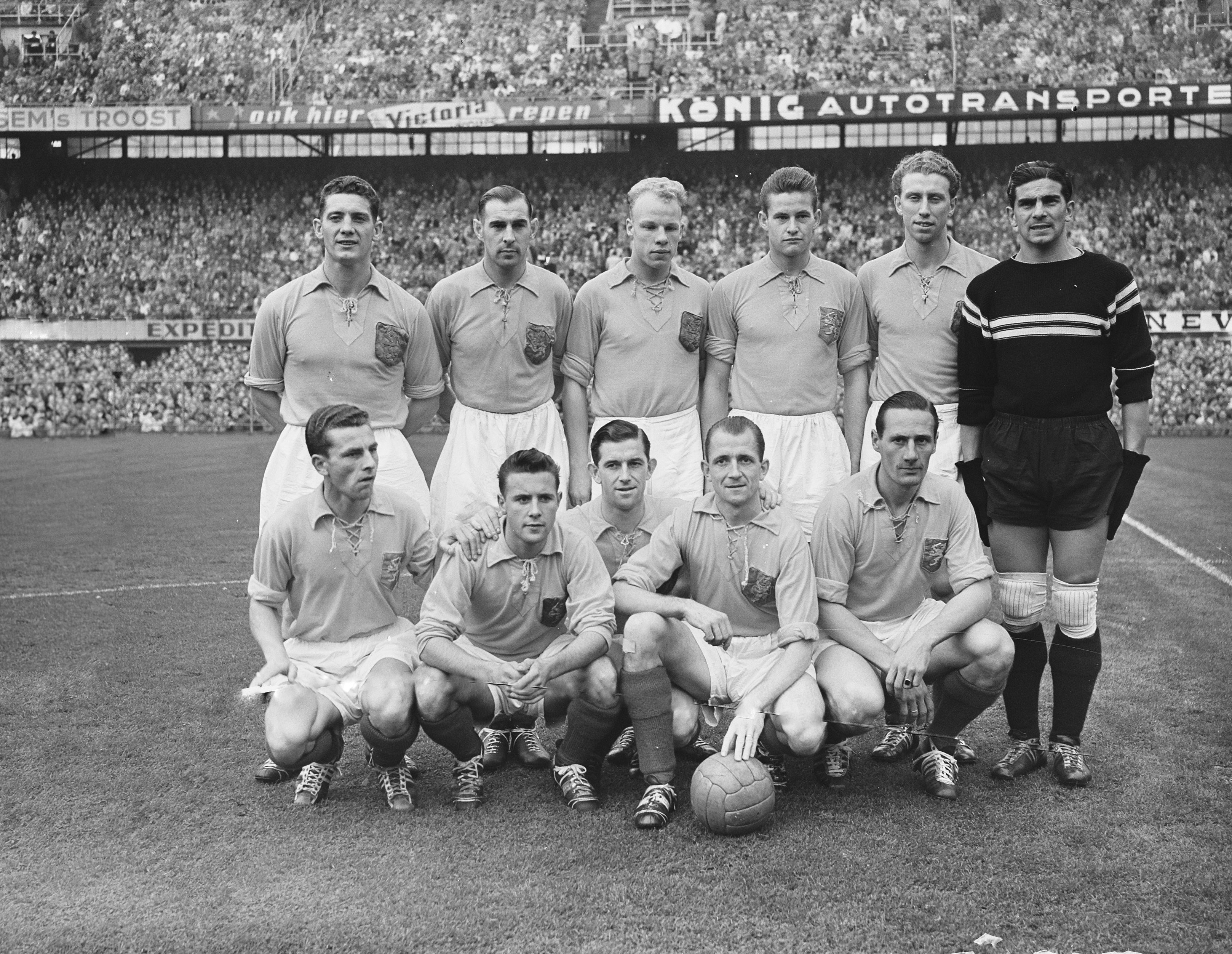
De Munck, staand rechts, met het Nederlands elftal op 16 oktober 1955.

### International
Hij maakte zijn debuut in het Nederlands elftal op 23 april 1949 in de met 4-1 gewonnen interland tegen Frankrijk. Hij was daarvoor reservekeeper achter Piet Kraak. Hij kreeg zijn kans omdat Kraak vanwege een blessure moest afzeggen. Op 12 juni 1949 speelde hij zijn tweede interland in en tegen Denemarken (1-2 zege). Dit was voorlopig zijn laatste landenwedstrijd. Door zijn vertrek in 1950 als prof naar 1. FC Köln kwam hij niet meer in aanmerking. Hij werd pas in maart 1955 weer opgeroepen. 
Tijdens zijn afwezigheid bij het Nederlands elftal speelde hij op 12 maart 1953 toch een (officieuze) interland. In stadion Parc des Princes in Parijs vond toen de Watersnoodwedstrijd plaats tussen de in het buitenland spelende Nederlandse voetbalprofs en het Franse elftal. De Nederlanders wonnen met 2-1. De opbrengst van 110.000 gulden ging naar het Rampenfonds voor de slachtoffers van de watersnoodramp. 
Hij speelde zijn laatste interland op 24 april 1960 in de met 2-1 verloren uitwedstrijd tegen België. Zijn plaats in Oranje werd overgenomen door Eddy Pieters Graafland. 

### Transferperikelen
Vanaf september 1947 deed hij pogingen zich te laten overschrijven naar Ajax. Ajax zocht een nieuwe doelman omdat Gerrit Keizer was gearresteerd op verdenking van deviezensmokkel. In juli 1948 trok De Munck zijn overschrijving weer in en hij bleef bij Sittardse Boys. Maar een jaar later wilde hij opnieuw naar Ajax en hij verhuisde medio 1949 naar Amsterdam. Hij kreeg van de voetbalbond geen toestemming en moest een jaar wachten. Hij besloot toch weer uit te komen voor Sittardse Boys. Hij maakte zijn rentree op 27 november 1949 en speelde het seizoen uit in Sittard. In mei 1950 plaatste de KNVB hem op de beroepslijst vanwege "overtreding van de amateurbepalingen".

### Prof in Duitsland
De Munck vertrok even later naar 1. FC Köln dat uitkwam in Oberliga West. Dit was toen, met de vier andere regionale Oberliga’s, de hoogste voetbalklasse in West-Duitsland voor de oprichting van de Bundesliga in 1963. Hij hield de latere Duitse international Fritz Herkenrath uit de basis. Na de vierde, vijfde en tweede plaats nam De Munck in zijn vierde seizoen in 1954 afscheid van 1. FC Köln met het kampioenschap. In de strijd om de Duitse landstitel miste de club de finale door als tweede in de groep te eindigen. In Duitsland was hij zo populair dat hij in 1953 een rol kreeg in de speelfilm "Das ideale Brautpaar" die in januari 1954 in première ging.

### Fortuna '54
Na vier jaar afwezigheid keerde hij in de zomer in 1954 terug in Zuid-Limburg. Hij tekende een profcontract bij Fortuna '54. Deze pas opgerichte profclub uit Geleen ging deelnemen aan de ‘wilde’ competitie van de Nederlandse Beroeps Voetbal Bond (NBVB). Hij was een van de drie buitenlandse profs die onderdak vond bij Fortuna '54. De andere twee Cor van der Hart en André Hofman waren afkomstig uit de Franse competitie.  
Door twee gebroken vingers, opgelopen in de wedstrijd tegen Sparta op 24 april 1955, miste hij de eindfase van het seizoen. In de laatste competitiewedstrijd op 22 juni tegen SVV speelde hij mee als voorhoedespeler. Hij nam op 16 juni 1957 afscheid van Fortuna '54 met het winnen van de KNVB Beker. In het eigen stadion De Kuip werd Feijenoord met 2-4 verslagen.

### Landstitel DOS
Voor een transferbedrag van 100.000 gulden verhuisde De Munck in de zomer van 1957 naar DOS. Als 35-jarige beleefde hij een topseizoen want hij pakte met zijn nieuwe club de landstitel. DOS was samen met Sportclub Enschede aan kop geëindigd in de Eredivisie. De beslissingswedstrijd op 15 juni 1958 in het Goffertstadion in Nijmegen won de Utrechtse club in de verlenging met 1-0 door een treffer van Tonny van der Linden.
Voor het seizoen 1959/60 trok DOS met Jan van de Wint een nieuwe doelman aan. De Munck raakte in conflict met de clubleiding en trainer Jaap van der Leck. Het leidde tot een arbitragezaak. De kwestie speelde een halfjaar totdat in januari 1960 een oplossing werd gevonden waarbij twee bestuursleden van DOS opstapten. De Munck maakte op 24 januari 1960 in de derby tegen Elinkwijk (3-2 winst) zijn rentree onder de lat.

### Hoge noorden
Hij had een vijfjarige overeenkomst bij DOS maar na het vierde jaar kwam het tot een voortijdig vertrek. De Munck was in het seizoen 1960/61 al enkele keren vervangen door Nico van Zoghel. Met deze jonge doelman achter de hand, werkte DOS mee aan de overgang naar Veendam. Na drie jaar in de Eerste divisie bij Veendam vervolgde hij op 42-jarige leeftijd zijn loopbaan bij SC Cambuur dat een niveau lager speelde. De Munck, die ook keeperstrainer werd, speelde alle duels in het seizoen 1964/65 waarin Cambuur kampioen werd in de Tweede divisie A.

### Afscheid bij Vitesse
Na een seizoen bij Cambuur, het contract werd niet meer verlengd, vond hij onderdak bij Vitesse. Voor het tweede jaar op rij werd hij met zijn club kampioen in de Tweede divisie. Op zijn 43e jaar keepte hij alle competitieduels zonder een minuut te missen. Vitesse promoveerde naar de Eerste divisie maar al snel kwam het in het nieuwe seizoen tot een breuk met trainer Joseph Gruber. De Munck stond nog in de eerste twee competitieduels onder de lat. Na het 0-4 verlies op 21 augustus 1966 thuis tegen Holland Sport, zette Gruber zijn doelman uit het elftal. Ruim een week later ontsloeg Vitesse de trainer en nam De Munck de taken over.
Op 28 mei 1967 kreeg De Munck een afscheidswedstrijd aangeboden waarin Vitesse het opnam tegen zijn oude club 1. FC Köln dat met 1-7 won.

### Trainer
De Munck bleef drie jaar als trainer in dienst bij Vitesse tot medio 1969. Daarna had hij de Belgische clubs Club Brugge en Lierse SK onder zijn hoede. Met Club Brugge won hij in 1970 de Beker van België. 
Hij keerde in 1972 terug bij Vitesse dat zojuist was gedegradeerd uit de Eredivisie. In het seizoen 1973/74 eindigde Vitesse op de tweede plaats maar liep promotie mis in de nacompetitie. Hij kreeg geen contractverlenging meer.
Na twee jaar zonder club ging hij in 1976 aan de slag bij vierdeklasser Minerva in Utrecht. In 1979 werd hij aangesteld bij de voetbalschool van FC Dordrecht. Hij bleef ook als trainer actief bij de amateurverenigingen Arnhemse Boys, zaterdagclub AVW '66 en Minerva.
In oktober 2021 verscheen de biografie over Frans de Munck met de titel "De Zwarte Panter". In 1956 was onder dezelfde naam al een biografie gepubliceerd met als bijtitel "Van straat tot stadion".
De Munck overleed op 24 december 2010 op 88-jarige leeftijd in zijn woonplaats Arnhem. Hij is aldaar gecremeerd in crematorium Moscowa.

## Clubstatistieken
| Seizoen | Club           | Land           | Competitie              | Competitie | Competitie | Beker | Beker | Internationaal | Internationaal | Overig | Overig | Totaal | Totaal |
| Seizoen | Club           | Land           | Competitie              | Wed.       | Dlp.       | Wed.  | Dlp.  | Wed.           | Dlp.           | Wed.   | Dlp.   | Wed.   | Dlp.   |
| ------- | -------------- | -------------- | ----------------------- | ---------- | ---------- | ----- | ----- | -------------- | -------------- | ------ | ------ | ------ | ------ |
| 1945/46 | Sittardse Boys | Nederland      | Tweede klasse B Zuid II | 18         | 0          | –     | 0     | 0              | 0              | 4      | 0      | 22     | 0      |
| 1946/47 | Sittardse Boys | Nederland      | Eerste klasse Zuid II   | 20         | 0          | –     | 0     | 0              | 0              | 0      | 0      | 20     | 0      |
| 1947/48 | Sittardse Boys | Nederland      | Eerste klasse Zuid I    | 20         | 0          | –     | 0     | 0              | 0              | 0      | 0      | 20     | 0      |
| 1948/49 | Sittardse Boys | Nederland      | Eerste klasse Zuid II   | 20         | 0          | –     | 0     | 0              | 0              | 0      | 0      | 20     | 0      |
| 1949/50 | Sittardse Boys | Nederland      | Eerste klasse Zuid I    | 10         | 0          | –     | 0     | 0              | 0              | 0      | 0      | 10     | 0      |
| 1950/51 | 1. FC Köln     | West-Duitsland | Oberliga West           | 24         | 0          | –     | –     | 0              | 0              | 0      | 0      | 24     | 0      |
| 1951/52 | 1. FC Köln     | West-Duitsland | Oberliga West           | 17         | 2          | –     | –     | 0              | 0              | 0      | 0      | 17     | 2      |
| 1952/53 | 1. FC Köln     | West-Duitsland | Oberliga West           | 30         | 0          | –     | –     | 0              | 0              | 5      | 0      | 35     | 0      |
| 1953/54 | 1. FC Köln     | West-Duitsland | Oberliga West           | 29         | 0          | 2     | 0     | 0              | 0              | 2      | 0      | 33     | 0      |
| 1954/55 | Fortuna '54    | Nederland      | NBVB (afgebroken)       | 8          | 0          | –     | –     | 0              | 0              | 0      | 0      | 8      | 0      |
| 1954/55 | Fortuna '54    | Nederland      | Eerste klasse B         | 17         | 0          | –     | –     | 0              | 0              | 0      | 0      | 17     | 0      |
| 1955/56 | Fortuna '54    | Nederland      | Hoofdklasse A           | 34         | 0          | –     | –     | 0              | 0              | 0      | 0      | 34     | 0      |
| 1956/57 | Fortuna '54    | Nederland      | Eredivisie              | 34         | 0          | 7     | 0     | 0              | 0              | 0      | 0      | 41     | 0      |
| 1957/58 | DOS            | Nederland      | Eredivisie              | 33         | 0          | –     | –     | 0              | 0              | 1      | 0      | 34     | 0      |
| 1958/59 | DOS            | Nederland      | Eredivisie              | 33         | 0          | 2     | 0     | 2              | 0              | 0      | 0      | 37     | 0      |
| 1959/60 | DOS            | Nederland      | Eredivisie              | 10         | 0          | –     | –     | 0              | 0              | 0      | 0      | 10     | 0      |
| 1960/61 | DOS            | Nederland      | Eredivisie              | 26         | 0          | 2     | 0     | 0              | 0              | 0      | 0      | 28     | 0      |
| 1961/62 | Veendam        | Nederland      | Eerste divisie A        | 33         | 0          | 1     | 0     | 0              | 0              | 2      | 0      | 36     | 0      |
| 1962/63 | Veendam        | Nederland      | Eerste divisie          | 23         | 0          | 1     | 0     | 0              | 0              | 0      | 0      | 24     | 0      |
| 1963/64 | Veendam        | Nederland      | Eerste divisie          | 26         | 0          | 4     | 0     | 0              | 0              | 0      | 0      | 30     | 0      |
| 1964/65 | Cambuur        | Nederland      | Tweede divisie A        | 30         | 0          | 1     | 0     | 0              | 0              | 0      | 0      | 31     | 0      |
| 1965/66 | Vitesse        | Nederland      | Tweede divisie A        | 28         | 0          | 2     | 0     | 0              | 0              | 0      | 0      | 30     | 0      |
| 1966/67 | Vitesse        | Nederland      | Eerste divisie          | 2          | 0          | 0     | 0     | 0              | 0              | 0      | 0      | 2      | 0      |
| Totaal  | Totaal         | Totaal         | Totaal                  | 525        | 2          | 22    | 0     | 2              | 0              | 14     | 0      | 563    | 2      |